# Donne-Gletscher
Der Donne-Gletscher ist ein Gletscher in den Darran Mountains auf der Südinsel von Neuseeland. Er liegt in der Nord- und Ostflanke des 2723 m hohen Mount Tutoko und entwässert über mehrere Streams und Gletscherseen in den Hollyford River/Whakatipu Kā Tuka, der durch das gleichnamige Tal fließend letztlich in die Tasmansee mündet. Er ist benannt nach Thomas Donne. Das Hollyford Valley wurde vor etwa 20.000 Jahren von diesem Gletscher geformt, der sich bis auf die heutigen Ausmaße zurückzog. Diese sind Teil des Fiordland-Nationalparks.
Ein kleiner Gletscher gleichen Namens hängt oberhalb des Mueller-Gletschers in der Region Canterbury.